# أندلفينغن
أندلفينغن (بالألمانية: Andelfingen) هي إحدى بلديات مقاطعة أندلفينغن في كانتون زيورخ في سويسرا، وتُعد عاصمة للمقاطعة. تبلغ مساحتها 6.65 كيلومتر مربع، ويقدر عدد سكانها بـ 2208 نسمة (حسب تعداد ديسمبر 2017).

## أعلام
- يوهان جاكوب أولريش
- كارل ليتشي